# Camilo Durán Casas
Camilo Durán Casas (Neiva, 31 de diciembre de 1954-Bogotá, 9 de junio de 2012) fue un periodista y comisionista de bolsa colombiano.

## Biografía
Camilo Durán nació en Neiva, Huila, Colombia el 31 de diciembre de 1954. Estudió derecho en la Universidad del Rosario. Durán se desempeñó como corredor de bolsa y especialista en finanzas antes de dedicarse al periodismo.
También fue miembro de la junta directiva de Cromos, El Espectador y Caracol Televisión. Hizo parte de programas radiales como Viva FM, con Yamid Amat, Hernán Peláez y Néstor Morales; La Luciérnaga y 6 AM Hoy por Hoy con Darío Arizmendi.
Se desempeñó como vicepresidente de Asuntos Institucionales y Públicos, asesor de Presidencia y gerente de noticias del Canal Caracol.
Abogado de profesión, fue presidente de Durán Casas y Cía. S.A, miembro de la Bolsa de Bogotá entre 1980 y 2000; miembro de la Junta del Banco del Comercio en 1983 e hizo parte del Consejo de la Bolsa de Bogotá. Fue periodista de Caracol Radio en el programa 6am Hoy por Hoy hasta su muerte. Falleció de un infarto en Bogotá, el 9 de junio de 2012.